# كوامي كيلباتريك
كوامي كيلباتريك هو لاعب كرة قدم أمريكية وسياسي أمريكي، ولد في 8 يونيو 1970 في ديترويت في الولايات المتحدة. نشط حزبياً في الحزب الديمقراطي. وقد انتخب عمدة ديترويت ‏ (2002 – 18 سبتمبر 2008) وانتخب عضو مجلس نواب ميشيغان ‏ (1997 – 31 ديسمبر 2001).